# Antoine de Ville (Baumeister)

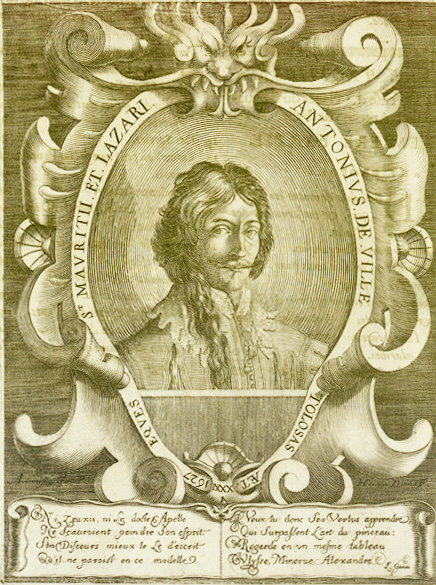
Antoine de Ville, Stich von 1627 auf einem Frontispiz für das Buch Les fortifications du chevalier Antoine de Ville. Künstler: Jérôme David nach Artemisia Gentileschi.

Antoine de Ville (* 1596 in Toulouse; † 1656) war  ein französischer Festungsbaumeister.

## Leben
Die Vorfahren von Antoine de Ville stammten aus der Dauphiné, waren dort sehr angesehen und ließen sich Ende des 15. Jahrhunderts im Languedoc nieder. Nachdem sich de Ville eine gute Bildung verschafft hatte, widmete er sich dem Studium der Mathematik und Kriegsbaukunst, wobei er sich insbesondere Jean Errard zum Vorbild nahm. Er wohnte zuerst als Chevauleger der Belagerung von Montauban bei und trat dann in die Dienste des Herzogs von Savoyen, da er sich hierdurch eine schnellere Beförderung erhoffte. In dieser Stellung zeichnete er sich derart aus, dass er am savoyischen Hof in große Gunst kam und zum Ritter des Ordens der heiligen Mauritius und Lazarus ernannt wurde.
Als de Ville gerade wieder nach Frankreich zurückgekehrt war, fielen spanische Truppen in die Picardie ein. De Ville war 1636 während des französisch-spanischen Krieges (1635–1659) maßgeblich an der Belagerung von Corbie beteiligt, sowie anschließend in Anwesenheit von König Ludwig XIII. und von Kardinal Richelieu an der Belagerung von Saint-Omer, Hesdin, Arras und weiterer Städte des Artois. Nach dem Westfälischen Frieden (1648) erhielt er den Auftrag, die an Frankreich abgetretenen Städte zu befestigen. Sein Befestigungssystem hatte noch die Flanken senkrecht auf den Courtinen. Von ihm stammt das Sprichwort: „Quand on fortifie une place, il faut fermer les yeux et ouvrir la bourse.“ („Wer eine Festung bauen will, muss die Augen zumachen und den Geldbeutel auf.“) De Ville und sein Konkurrent Blaise François Pagan (1603–1665) waren Vorläufer von Vauban (1633–1707).

## Werke
- Les fortifications du chevalier Antoine de Ville, Lyon 1629; Paris 1636; Lyon 1640; Paris 1666; Amsterdam 1672; deutsch Amsterdam 1676, und unter dem Titel Der vollkommene Ingenieur, Frankfurt 1760; die 55 dazugehörigen Zeichnungen sind von de Ville selbst gezeichnet und gestochen
- Pyctomachia Veneta seu de pugna Venetorum in ponte quotannis autumnali tempore inter Nicolaotos et Castellanos frequentari solita, Venedig 1633
- Descriptio portus et urbis Polae antiquitatum, Venedig 1633 (mit einer Beschreibung des Thunfischfangs an der istrischen Küste)
- Obsidio Corbeiensis, Paris 1637 (Beschreibung der Belagerung von Corbie)
- Le Siège de Landrecy,  Paris 1637
- Le Siège de Hesdin, Lyon 1639
- De la charge des gouverneurs des places, Lyon und Paris 1639 (mit dem 1627 gestochenen Brustbild des Verfassers); weitere Auflagen Paris 1655 und 1656 (das Werk enthält eine Sammlung praktischer Regeln über die Verteidigung von Festungen)